# Hof ter Weerde
Het Hof te(r) Weerde of Hof ter Spriet is een gesloten hoeve in de Maalbeekvallei in de Belgische gemeente Grimbergen. Het woonhuis en de langsschuur klimmen op tot het derde kwart van de 17e eeuw (zie jaartal 1661 boven schuurpoortje). De overige gebouwen dateren uit de 19e eeuw.
Aanvankelijk was het een pachthof van de heren van Grimbergen, doch in 1217 bij een grondruil verworven door de Abdij van Grimbergen.
Het pachthof en zijn onmiddellijke omgeving werden als dorpsgezicht en monument beschermd bij M.B. van 9 juli 1980.